# Александър Никитенко
Алекса̀ндър Васѝлиевич Никитѐнко (на руски: Алекса́ндр Васи́льевич Никите́нко) е руски литературен историк и писател.
Роден е на 24 март (12 март стар стил) 1805 година в Удеревка, в украинско семейство на сравнително образован крепостен селянин. Завършва прогимназия и работи като частен учител, а през 1824 година привлича вниманието на княз Александър Голицин и е освободен от крепостничество. През 1828 година завършва Санктпетербургския университет, където от 1832 година преподава в катедрата по руска словесност. През следващите години развива активна академична и обществена дейност, работи в цензурата и води подробен дневник, публикуван след смъртта му, който е важен източник за руския културен живот през тази епоха.
Александър Никитенко умира на 2 август (21 юли стар стил) 1877 година в Павловск.